# Église de Merijärvi
L'église de Merijärvi (en finnois : Merijärven kirkko) est une église située à Merijärvi en Finlande.

## Histoire
L'initiative de construire l'église fut prise lors d'une assemblée tenue au début de septembre 1777. 
L'église de Merijärvi a été conçue et construite par l'architecte Simon Silvén , un maître d'œuvre d'église de Kalajoki. 
Les plans de Simon Silvén n'ont pas été acceptés en tant que tels par le surintendant de Stockholm, mais quelques modifications y ont été apportées. Les nouveaux plans selon lesquels l'église fut alors construite furent signés par le roi Gustave III le 16 juin 1779, et en même temps il approuva la construction d'une église en rondins sur le site choisi.
La condition du permis était que personne ne puisse être enterré dans l'église 
L'église a été construite entre 1779 et 1781 et inaugurée le 8 juillet 1781.
Le retable de l'église représentant le Christ en croix a été peint en 1877-1878 par Jeremias Ali. 
Le retable antérieur, peint par le peintre d'église Thomas Kiempe, est actuellement placé sur un mur de l'église.
Le 25 décembre 1973, il y a eu un incendie dans l'église de Merijärvi. Après cela, toutes les peintures intérieures, le système de chauffage et l'éclairage de l'église ont été rénovés. 
Le clocher de l'église a été conçu par Sven Westman du bureau du surintendant de Stockholm. 
Sa construction s'est achevée en 1799.